# Solano (Kolumbien)
Solano ist eine Gemeinde (municipio) im Departamento Caquetá in Kolumbien.

## Geographie
Solano nimmt mit 42.486 km² etwa 48 % der Fläche von Caquetá ein und ist die zweitgrößte Gemeinde Kolumbiens. Das urbane Zentrum liegt etwa 170 km von Florencia entfernt auf einer Höhe von 203 Metern am Río Caquetá und hat eine Durchschnittstemperatur von 27 °C. Solano liegt am Übergang zum Amazonasgebiet. Auf dem Gebiet der Gemeinde befinden sich ein Großteil des Nationalparks Chiribiquete sowie die Stromschnellen Chorros de Araracuara. An die Gemeinde grenzen im Norden Valparaíso, Milán, La Montañita, Cartagena del Chairá, San Vicente del Caguán sowie Calamar und Miraflores im Departamento de Guaviare, im Osten Pacoa im Departamento del Vaupés und La Victoria und Miritá - Paraná im Departamento de Amazonas, im Süden Puerto Santander und La Chorrera im Departamento de Amazonas und Puerto Leguízamo im Departamento de Putumayo und im Westen Puerto Guzmán im Departamento de Putumayo und Solita.

## Bevölkerung
Die Gemeinde Solano hat 25.546 Einwohner, von denen 1954 im städtischen Teil (cabecera municipal) der Gemeinde leben (Stand: 2019). Gemeinsam mit Puerto Leguízamo ist Solano Sitz des apostolischen Vikariats Puerto Leguízamo-Solano.

## Geschichte
Solano wurde 1936 vom General José Dolores Solano im Auftrag von Siedlern in der Region gegründet. Solano erhielt 1975 den Status einer Inspección de Policía (Polizeiinspektion) und wurde 1986 zur Gemeinde ernannt.

## Wirtschaft
Der wichtigste Wirtschaftszweig von Solano ist die Landwirtschaft. Insbesondere werden Bananen, Maniok, Zuckerrohr und Mais angebaut. Zudem gibt es Tierhaltung und Fischfang.

## Verkehr
Auf dem Gebiet der Gemeinde Solano befinden sich zwei Flughäfen. Der Flughafen Tres Esquinas in der Nähe des urbanen Zentrums ist einzig militärischem Gebrauch vorbehalten und wird auch als Militärstützpunkt der USA verwendet. Zudem gibt es einen zivilen Flughafen (IATA-Code: SQF), der sich in der Nähe der Ortschaft Araracuara befindet und von der Fluggesellschaft Satena angeflogen wird. Solano ist nicht an das Straßennetz Kolumbiens angebunden. Per Schiff ist Solano über die Flüsse Caquetá und Orteguaza mit den Departamentos Guaviare, Vaupés, Amazonas und Putumayo verbunden.